# KOBUKUROAD8
『KOBUKUROAD8』（コブクロード8）は、フォークデュオのコブクロが2025年2月12日に発売した、8枚目のファンクラブ限定DVD、及びBlu-ray。

## 概要
2023年11月発売『KOBUKUROAD7』以来約1年3ヶ月振りにリリースされた、8作目のファンサイト会員限定の映像作品。
2024年4月に東京と大阪で開催された、ファンサイト会員限定ライブ『ALL SEASONS』から4月18日の東京ガーデンシアター公演の模様を全曲収録。
また2024年5月11日に大阪・万博記念公園 もみじ川芝生広場にて行われた『ごぶごぶフェスティバル2024』のコブクロパートの模様も収録されている。
DVDは2枚組、Blu-rayは1枚となっている。

## 収録曲

### DISC-1
| #   | タイトル               | 作詞・作曲 |
| --- | ---------------------- | ---------- |
| 1.  | 「オープニング」       |            |
| 2.  | 「memory」             | 小渕健太郎 |
| 3.  | 「2人」                | 小渕健太郎 |
| 4.  | 「赤い糸」             | 小渕健太郎 |
| 5.  | 「YELL」               | 小渕健太郎 |
| 6.  | 「MC」                 |            |
| 7.  | 「Bell」               | 小渕健太郎 |
| 8.  | 「FREEDOM TRAIN」      | 小渕健太郎 |
| 9.  | 「ボクノイバショ」     | 小渕健太郎 |
| 10. | 「雨粒と花火」         | 小渕健太郎 |
| 11. | 「MC」                 |            |
| 12. | 「コイン」             | 小渕健太郎 |
| 13. | 「天使達の歌」         | 小渕健太郎 |
| 14. | 「風見鶏」             | 小渕健太郎 |
| 15. | 「同じ窓から見てた空」 | 小渕健太郎 |
| 16. | 「MC」                 |            |
| 17. | 「おさかなにわ」       | 小渕健太郎 |
| 18. | 「潮騒ドライブ」       | 小渕健太郎 |
| 19. | 「轍」                 | 小渕健太郎 |
| 20. | 「光の粒」             | 小渕健太郎 |

### DISC-2
| #  | タイトル             | 作詞・作曲 |
| -- | -------------------- | ---------- |
| 1. | 「アンコールMC」     |            |
| 2. | 「RAISE THE ANCHOR」 | 小渕健太郎 |
| 3. | 「クロージング」     |            |

| #  | タイトル             | 作詞・作曲          |
| -- | -------------------- | ------------------- |
| 1. | 「オープニング」     |                     |
| 2. | 「YELL」             | 小渕健太郎          |
| 3. | 「轍」               | 小渕健太郎          |
| 4. | 「MC」               |                     |
| 5. | 「桜」               | 小渕健太郎•黒田俊介 |
| 6. | 「MC」               |                     |
| 7. | 「RAISE THE ANCHOR」 | 小渕健太郎          |
| 8. | 「この地球の続きを」 | 小渕健太郎•黒田俊介 |

## 演奏
- 福原将宜：Guitars
- 山口寛雄：Bass
- 松浦基悦：Keyboards
- 河村"カースケ"智康：Drums
- 坂井"Lumbsy"秀彰：Percussions